# Spomenici u Arlesu
Spomenici u Arlesu su skupina spomenika iz vremena antičkog Rima i srednjeg vijeka koji se nalaze na području od 65 hektara u gradu Arlesu, a došli su na UNESCOv popis mjesta svjetske baštine u Europi 1981. godine.
Službeni kratak opis ove svjetske kulturne baštine je: “Arles je dobar primjer adaptacije antičkog grada u grad srednjovjekovne europske civilizacije. Tu se nalaze impresivni rimski spomenici, od kojih su najraniji – amfiteatar i rimsko kazalište, te kriptoportik (podzemne galerije) – koji potječu iz 1. stoljeća prije Krista. Tijekom 4. stoljeća Arles je doživio drugo zlatno doba, iz kojega potječu Konstantinove terme i nekropola u Alyscampsu. U 11. i 12. stoljeću, Arles je ponovno postao jedan od najatraktivnijih gradova na Mediteranu. Unutar gradskih zidina nalazi se crkva sv. Trofimija (Saint-Trophime), koja je sa svojim klaustrom predstavlja jedan od glavnih romaničkih spomenika Provanse."

## Arena
Rimski amfiteatar na dva kata, zvan Arena (Arènes d'Arles), je vjerojatno najpoznatijia turistička atrakcija u gradu Arlesu koji je cvao u rimsko doba. Veličina mu je 136 m u dužinu i 109 m u širinu, a stoji na 120 polukružnih lukova koji datiraju iz 1. stoljeća prije Krista. Izgrađen za utrke kola i gladijatorske borbe, amfiteatar je imao preko 20.000 sjedećih mjesta. Danas privlači velike gužve za neznatno manje brutalan sport - borbu s bikovima, ali i kao mjesto za drame i koncerte ljeti.
Zgrada ima arhitektonske karakteristike rimskog amfiteatra (arena, tj. ovalno borilište,  sustav galerija i stubišta za brz izlazak iz mnoštva ...). Očito nadahnut Kolosejom u Rimu koji je izgrađen od 72. – 80., dok je Arena izgrađena nešto kasnije (oko 90. godine). Zbog oblika tla arhitekt je bio primoran smanjiti broj galerija na dvije što je Arenu učinilo jedinstvenim jednogalerijskim amfiteatrom koji prima do 25 000 gledatelja. Ulazni sustav je s brojnim koridorima za pristup, a središnji je bio eliptičan i okružen terasama; 60 arkada na dvije razine imaju ukupnu dužinu prstena od 136 metara. U Areni se više od četiri stoljeća odigravale gladijatorske igre i prizori lova.
S propašću Rimskog Carstva u 5. stoljeću, amfiteatar je postao utočište za stanovništvo i pretvoren je u utvrdu s četiri kule u kojoj je stalo više od 200 kuća i četiri kapele. Amfiteatar je postao pravi grad sa svojim javnim trgom u centru borilišta i dvije kapele u središtu zgrade, i druge dvije u podnožju zapadne kule. Njegova stambena uloga nstavit će se sve do izlaštenja u drugoj polovici 18. stoljeća, a okončat će 1825. godine. 
Inicijativu za zaštitom Arene kao nacionalnog spomenika pokrenuo je spisatelj Prosper Mérimée 1826. godine. Trebalo je 5 godina za izvlaštenje zgrada izgrađenih unutar Arene, da bi prve utrke bikova bile održane 1830. godine kako bi se proslavilo uzimanje Alžira. 
“Les Arenes” je slavna slika Vincenta van Gogha, koju je nsalikao u prosincu 1888. godine, a prikazuje gomilu koja dolazi na bitku s bikovima u Areni.

## Rimsko kazalište
Južno od Arene, kroz prolaz Henri Bornier, nalazi se staro rimsko kazalište (francuski, Théâtre gallo-romain d'Arles). To je bilo jedna od prvih masivnih građevina izgrađeno u 1. stoljeću prije Krista u Arlesu (oko 20. pr. Kr.). Bogato ukrašena skulpturama u lučnim nišama, od kojih su sačuvane skulpture plesača, cara Augusta u Musée de l'Arles i Venera(nekoć zaštitnica grada), danas u Louvreu. Nekada je moglo primiti oko 10,000 gledatelja, a danas je samo sjena negdašnjeg kazališta. Kazalište je služilo kao kamenolom za građu tijekom srednjeg vijeka, a njegovi ukrasi su odneseni u obližnji muzej antike. Sve što je ostalo na lokaciji ("in situ") je znatna količina razbijenih ostataka, dva stupa i plitki tanjurić sa samo dva mjesta za sjedenje. No i danas se tu održavaju brojni koncerti na prašnjavoj ledini.

## Konstantinove terme
Ove Konstantinove terme (Thermes de Constantin) su izgrađene u ranom 4. stoljeću kada je Konstantin I. Veliki živio u Arelateu (rimski naziv za Arles), te su pogrešno interpretirane u 16. stoljeću kao ostaci rimske palače. Terme (kupalište) su dijelom obnovljene u 19. stoljeću, a originalni ostaci su danas vidljivi u sjevernom dijelu: suhi bazen (laconium), topli bazen tepidarium), podno grijanje (hypocastum) i prekrasni hladni bazen (caldarium) s polukružnom apsidom, tri prozora i svodom. 
Ostali dijelovi kupatila još nisu otkriveni.

## Kriptoportik
Kriptoportik u Arlesu potječe iz 1. st. pr. Kr., a izgrađen je kao temelj za forum, koji je danas zamijenjen kapelom Isusovačkog sveučilišta i gradskom vijećnicom. Tri prostorije i paralelne tunele u obliku slova U nose 50 kamenih lukova koji nas svojim oblikom navode na ideju da su ih gradili antički grčki graditelji iz Marseillesa. Slične građevine se nalaze u Narbonneu, Reimsu i Bavayu, a korišteni su kao žitnica. Kriptoportik u Arles je, međutim, previše vlažan za dugotrajno skladištenje i u svibnju je služio kao vojarna ili kao kuća za javne robove.

## Alyscamps
Alyscamps je velika rimska nekropola (lat. necropolis = grad mrtvih) malo udaljen od zidina Arlesa i jedna je od najpoznatijih nekropola na svijetu. Ime joj je verzija latinskog izraza Elisii Campi – Champs-Élysées ili Elizejske poljane.

## Obelisk
Obelisk u Arlesu (Obélisque d’Arles) je rimski obelisk iz 4. stoljeća, danas postavljen u središtu Trga republike, ispred same gradske vijećnice. Obelisk je izrađen od crvenog granita iz Male Azije. Zajedno sa svojim postoljem, obelisk je visok oko 20 m.
Obelisk je podigao prvi rimski car August, a za Konstantina II. premješten je u središte rimskog cirkusa u Arlesu. Nakon što je cirkus bio napušten u 6. st., obelisk je bio razbijen u dva dijela. Ponovo je pronađen 1389. godine, a njegovo ponovnog podizanje u sadašnjem stanju dovršeno je 26. ožujka 1676. godine na vrhu postolja koje je dizajnirao arleški arhitekt Jacques Peytret. Fontana je dodana tijekom 19. stoljeća, zajedno s brončanim skulpturama Antoine Laurent Dantan.

## Crkva sv. Trofimija
Crkva sv. Trofimija, izgrađena između 12. i 15. stoljeća, je rimokatoličke crkva i bivša katedrala; jedno od najznačajnijih djela romaničke arhitekture u Arlesu. Prikaz Posljednjeg suda na portalu crkve je jedan od najboljih primjera romaničke skulpture, kao što su i stupovi koji graniče s klaustrom.
Crkva je sagrađena na mjestu bazilike sv. Stjepana iz 5. stoljeća U 15. stoljeću izgrađen je gotički kor je u romaničkom brodu.